# ریوجین

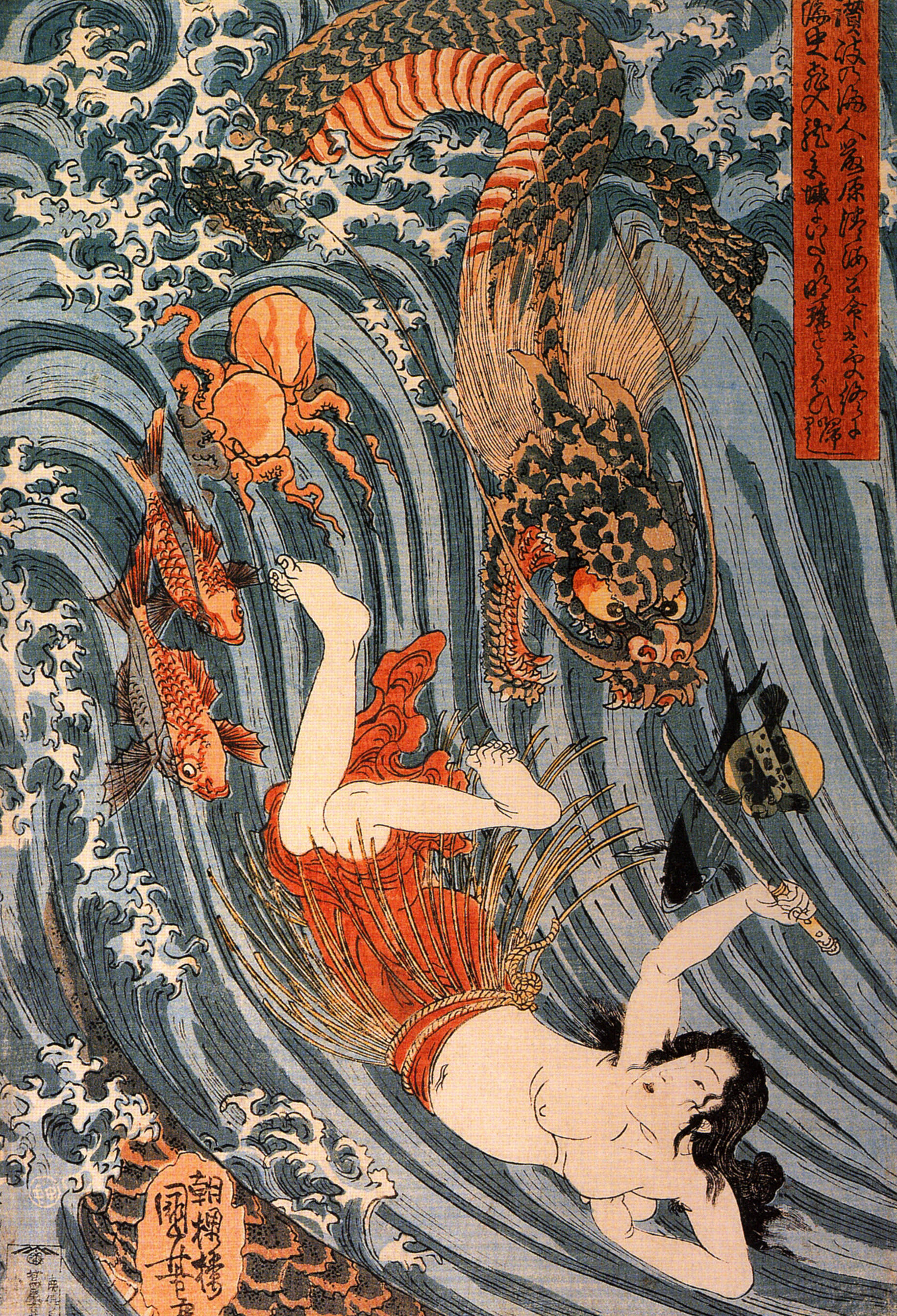
پرنسس تاماتوری دزد جواهر ریوجین، اثر اوتاگاوا کونی‌یوشی

ریوجین (به ژاپنی: 龍神 Ryūjin) که همچنین با عنوان واتاتسومی شناخته می‌شود، در اسطوره‌شناسی ژاپنی خدای سرپرست یا شاه اژدهای دریا بود. این اژدهای ژاپنی که نماد قدرت اقیانوس به‌شمار می‌رود، دارای دهانی بزرگ و قادر به تغییر شکل ظاهری به انسان بود. ریوجین در ریوگو جو، قصری واقع در اعماق دریا از جنس مرجان قرمز و سفید، زندگی می‌کرد. لاک‌پشت‌های دریایی، ماهی‌ها و عروس دریایی به عنوان خادم و پیام‌آوران ریوجین به حساب می‌آمدند. او پدر دختری زیبا به نام اوتوهیمه بود که با شاهزاده شکارچی هوری ازدواج نمود. اولین امپراتور ژاپن، امپراتور جینمو گفته شده نوهٔ اوتوهیمه و پرنس هوری بوده است.
ریوجین قادر به کنترل جریان‌های جزر و مد توسط جواهرات جادویی بود. بر طبق افسانه‌ها، قرن‌ها پیش امپراتریس جینگو به منظور حمله به کره برنامه‌ریزی کرد. او به درگاه ریوجین نیایش کرد و ایزد ساحل آزومی نو ایسورا را به پرستشگاهش فرستاد. بدین سان نیز ریوجین جواهرات کِشَند جادویی را برای ملکه فرستاد. ناوگان دریایی ژاپن بادبان‌ها را بالا کشید و به سمت کره حرکت کرد و ناوگان کره نیز برای مقابله با آن‌ها عازم دریا شد. هنگامی که پرنسس نزدیک شدن ناوگان کره را مشاهده کرد، به سرعت جواهر جزر (فروکشند) را به دریا انداخت، به طوری که ناوگان کره ناگهان به خشکی نشست. کره‌ای‌ها همه بر روی سطح گلی دریا پریدند و در همان لحظه پرنسس جواهر مد (برکشنده) را به دریا انداخت و با بالا آمدن آب، تمام سربازان کره‌ای غرق شدند. در نهایت امواج جزر و مد ناوگان ژاپن را به سوی خشکی و پیروزی رساند. بعدها ریوجین شخصاً جواهرات کِشَند را بر روی یک پوستهٔ صورتی زیبا به امپراتور اوجین، پسر امپراتریس جینگو هدیه کرد.